# Quét lũy tiến
Quét lũy tiến (còn được gọi là quét không xen kẽ, quét liên tục, video lũy tiến) là một định dạng hiển thị, lưu trữ hoặc truyền hình ảnh chuyển động trong đó tất cả các dòng của mỗi khung được vẽ theo thứ tự. Điều này trái ngược với video xen kẽ được sử dụng trong các hệ thống truyền hình tương tự truyền thống, nơi chỉ có các dòng lẻ, sau đó các dòng chẵn của mỗi khung hình (mỗi hình ảnh được gọi là trường video) được vẽ xen kẽ, do đó chỉ sử dụng một nửa số khung hình thực tế để sản xuất video. Hệ thống ban đầu được gọi là "quét tuần tự" khi nó được sử dụng trong truyền dẫn truyền hình Baird 240 từ Cung điện Alexandra, Vương quốc Anh vào năm 1936. Nó cũng được sử dụng trong các lần truyền thử nghiệm của Baird bằng 30 đường dây trong những năm 1920. Quét liên tục được sử dụng phổ biến trong màn hình máy tính vào những năm 2000.

## Twitter liên tuyến

Interline twitter when the refresh rate is slowed by a factor of three, demonstrated using the Indian-head test pattern.

Hoạt hình thô này so sánh quét liên tục với quét xen kẽ, cũng cho thấy hiệu ứng twitter xen kẽ liên quan đến xen kẽ. Bên trái có hai hình ảnh quét liên tục. Ở giữa có hai hình ảnh xen kẽ và bên phải có hai hình ảnh với các nhân đôi dòng. Các nghị quyết ban đầu ở trên và các nghị quyết với khử răng cưa không gian dưới đây. Các hình ảnh xen kẽ sử dụng một nửa băng thông của những hình ảnh lũy tiến. Các hình ảnh trong cột trung tâm sao chép chính xác các pixel của bên trái, nhưng xen kẽ gây ra chi tiết cho twitter. Video xen kẽ thực làm mờ các chi tiết như vậy để ngăn chặn twitter, nhưng như đã thấy trong các hình ảnh của hàng thấp hơn, việc làm mềm (hoặc khử răng cưa) như vậy có chi phí rõ ràng về hình ảnh. Công cụ nhân đôi dòng được hiển thị trong hình dưới cùng bên phải không thể khôi phục hình ảnh xen kẽ trước đó ở trung tâm về chất lượng đầy đủ của hình ảnh lũy tiến được hiển thị ở trên cùng bên trái.
Lưu ý: Vì tốc độ làm mới đã bị chậm lại bởi hệ số ba và độ phân giải chưa bằng một nửa độ phân giải của video xen kẽ thông thường, nhấp nháy trong các phần xen kẽ mô phỏng và cả khả năng hiển thị của các đường màu đen trong các ví dụ này phóng đại. Ngoài ra, các hình ảnh ở trên dựa trên giao diện của màn hình không hỗ trợ quét xen kẽ, chẳng hạn như màn hình PC hoặc màn hình LCD hoặc TV dựa trên plasma, với các hình ảnh xen kẽ được hiển thị sử dụng cùng chế độ như tiến bộ hình ảnh.

## Sử dụng trong lưu trữ hoặc truyền
Quét lũy tiến được sử dụng để quét và lưu trữ tài liệu dựa trên phim trên DVD, ví dụ, ở định dạng 480p24 hoặc 576p25. Quét tiến bộ đã được đưa vào tiêu chuẩn kỹ thuật của Grand Alliance cho HDTV vào đầu những năm 1990. Nó đã được đồng ý rằng tất cả các bộ phim truyền qua HDTV sẽ được phát sóng với quét liên tục ở Mỹ. Ngay cả khi tín hiệu được gửi xen kẽ, HDTV sẽ chuyển đổi nó thành quét liên tục.

## Sử dụng trong TV, máy chiếu video và màn hình
Quét lũy tiến được sử dụng cho hầu hết các màn hình máy tính ống tia âm cực (CRT), tất cả các màn hình máy tính LCD, và hầu hết các màn hình HDTV vì độ phân giải màn hình tăng dần theo tự nhiên. Các màn hình loại CRT khác, chẳng hạn như SDTV, thường chỉ hiển thị video xen kẽ. Một số TV và hầu hết các máy chiếu video có một hoặc nhiều đầu vào quét lũy tiến. Trước khi HDTV trở nên phổ biến, một vài màn hình được hỗ trợ đầu vào quét lũy tiến. Điều này cho phép các màn hình này tận dụng các định dạng như PALPlus, đầu DVD quét liên tục và các máy chơi game video nhất định. HDTV hỗ trợ độ phân giải quét liên tục 480p và 720p. các 1080p màn hình thường đắt hơn các mẫu HDTV có độ phân giải thấp hơn tương đương. Khi ra mắt TV UHD năm 2010 đã xuất hiện trên thị trường tiêu dùng, cũng sử dụng các độ phân giải lũy tiến, nhưng thường được bán với giá rất đắt (HDTV 4k) hoặc vẫn ở giai đoạn nguyên mẫu (HDTV 8k). Giá cho HDTV 4k cấp độ người tiêu dùng đã giảm xuống và có giá phải chăng hơn, điều này đã làm tăng sự phổ biến của họ đối với người tiêu dùng. Màn hình máy tính có thể sử dụng độ phân giải màn hình lớn hơn.
Nhược điểm của quét lũy tiến là nó đòi hỏi băng thông cao hơn video xen kẽ có cùng kích thước khung hình và tốc độ làm mới dọc. Bởi vì 1080p này không được sử dụng để phát sóng. Để giải thích lý do tại sao xen kẽ ban đầu được sử dụng, xem video xen kẽ. Đối với một chiều sâu giải thích về nguyên tắc cơ bản và lợi thế/nhược điểm của chuyển đổi video interlaced sang một định dạng tiên tiến, xem deinterlacing.

### Ưu điểm
Ưu điểm chính với quét lũy tiến là chuyển động xuất hiện mượt mà và thực tế hơn. Không có các tạo tác trực quan liên quan đến video xen kẽ có cùng tốc độ dòng, chẳng hạn như twitter xen kẽ. Khung không có tạo tác xen kẽ và có thể được chụp để sử dụng làm ảnh tĩnh. Với quét tiến bộ, không cần thiết phải làm mờ ý định (đôi khi được gọi là khử răng cưa) để giảm twitter xen kẽ và mỏi mắt.
Trong trường hợp của hầu hết các phương tiện truyền thông, chẳng hạn như phim DVD và trò chơi video, video bị mờ trong quá trình tác giả để khuất phục twitter xen kẽ khi phát lại trên màn hình xen kẽ. Do đó, việc khôi phục độ sắc nét của video gốc là không thể khi video được xem liên tục. Một giải pháp trực quan cho người dùng là khi các phần cứng và trò chơi video hiển thị được trang bị các tùy chọn để làm mờ video theo ý muốn hoặc để giữ cho nó ở độ sắc nét ban đầu. Điều này cho phép người xem đạt được độ sắc nét hình ảnh mong muốn với cả màn hình xen kẽ và tiến bộ. Một ví dụ về các trò chơi video có tính năng này là loạt Super Smash Bros. bắt đầu với Melee, trong đó có tùy chọn "Deflicker". Lý tưởng nhất, nó sẽ được bật khi phát trên màn hình xen kẽ để giảm twitter xen kẽ và tắt khi phát trên màn hình lũy tiến để có độ rõ hình ảnh tối đa.
Quét lũy tiến cũng cung cấp kết quả rõ ràng và nhanh hơn để nhân rộng đến độ phân giải cao hơn so với video xen kẽ tương đương của nó, chẳng hạn như chuyển đổi 480p để hiển thị trên HDTV 1080p. HDTV không dựa trên CRT công nghệ không thể hiển thị natively interlaced video, do đó interlaced video phải được quét lần lượt trước khi nó được thu nhỏ lại và hiển thị. Khử xen kẽ có thể dẫn đến các tạo phẩm hình ảnh đáng chú ý và/hoặc độ trễ đầu vào giữa nguồn video và thiết bị hiển thị.